# Roncherolles-en-Bray
Roncherolles-en-Bray település Franciaországban, Seine-Maritime megyében. Lakosainak száma 457 fő (2022. január 1.). Roncherolles-en-Bray Beaubec-la-Rosière, La Ferté-Saint-Samson, Mauquenchy, Rouvray-Catillon, Serqueux, Sommery és Forges-les-Eaux községekkel határos.

## Népesség
A település népessége az elmúlt években az alábbi módon változott:
| Lakosok száma | 478  | 485  | 498  | 479  | 470  | 461  | 462  | 460  | 457  |
|               | 2013 | 2015 | 2016 | 2017 | 2018 | 2019 | 2020 | 2021 | 2022 |